# HMAS Coongoola
HMAS „Coongoola” – pomocniczy okręt patrolowy i stawiacz sieci należący do Royal Australian Navy (RAN) w okresie II wojny światowej.

## Historia
Przed wybuchem wojny luksusowy jacht motorowy „Coongoola” należał do Southern Cross Windmill Company z Queensland.  Jacht został zbudowany w stoczni Watts and Wright w Bulimba, wodowany został o północy, w piątek 13 kwietnia 1940. Jacht mierzył 60-62 stopy długości, 15,6 stóp szerokości, jego zanurzenie wynosiło do 5,8 stóp (18,2 - 18,9 x 4,7 x 1,8 m). Napędzany był dwoma silnikami wysokoprężnymi o mocy 45 KM każdy. Prędkość maksymalna jednostki wynosiła siedem węzłów.
Po wybuchu wojny, statek został przejęty przez RAN 4 sierpnia 1941 i w tym samym dniu wszedł do służby jako HMAS „Coongoola” (Q18). Służył jako pomocniczy okręt patrolowy, zaopatrzeniowy i sieciowy, oficjalnie był klasyfikowany jako Auxiliary Channel Patrol Vessel. Okręt przebywał w Darwin w czasie japońskiego nalotu na Darwin 19 lutego 1942, w momencie rozpoczęcia nalotu znajdował się w pobliżu wejścia do portu, okręt został ostrzelany przez japońskie samoloty i został lekko uszkodzony. W późniejszym czasie okręt otrzymał battle honours „Darwin 1942-43” przyznane statkom i okrętom, które brały udział w obronie Darwin przed japońskimi atakami pomiędzy 13 lutego 1942 a 12 listopada 1943.
W marcu 1943 okręt został wykupiony od jego poprzednich właścicieli.
Oprócz Darwin okręt stacjonował także w 58 Operational Base Unit (West Bay). 23 marca 1945 „Coongoola” udał się na miejsce katastrofy Liberatora A72-80 należącego do Royal Australian Air Force, który rozbił się w Vansittart Bay.
Po wojnie został wycofany do rezerwy 20 grudnia 1945 i odsprzedany 16 marca 1946. W 1948 został prawdopodobnie przebudowany w Brisbane, w latach 80. i 90. pływał jako statek turystyczny z Port Vila.